# Recés zsiráf
A recés zsiráf vagy szomáliai zsiráf (Giraffa reticulata) egy Északkelet-Afrikában őshonos zsiráf faj. Szomália, Dél-Etiópia és Észak-Kenya területén él. A vadonban körülbelül 8500 egyede él.
A recés zsiráf fogságban vagy más fajok populációival való érintkezéskor kereszteződhet más zsiráffajokkal.
Fogságban a Rothschild-zsiráffal együtt ez az egyik leggyakrabban látható zsiráf. Szőrzetét nagy, sokszögű és májszínű foltok díszítik, melyeket élénk fehér vonalak hálóznak körvonalazva. A foltok néha mélyvörösek lehetnek, és a lábakat is lefedhetik.

## Előfordulása
Eredetileg széles körben előfordult Északkelet-Afrika területén. Kedvelt élőhelyei a szavannák, erdők, szezonális árterek és esőerdők.
Magyarországon csak a debreceni Nagyerdei Kultúrparkban található meg, az ottani állomány azonban igen termékeny.

## Életmódja

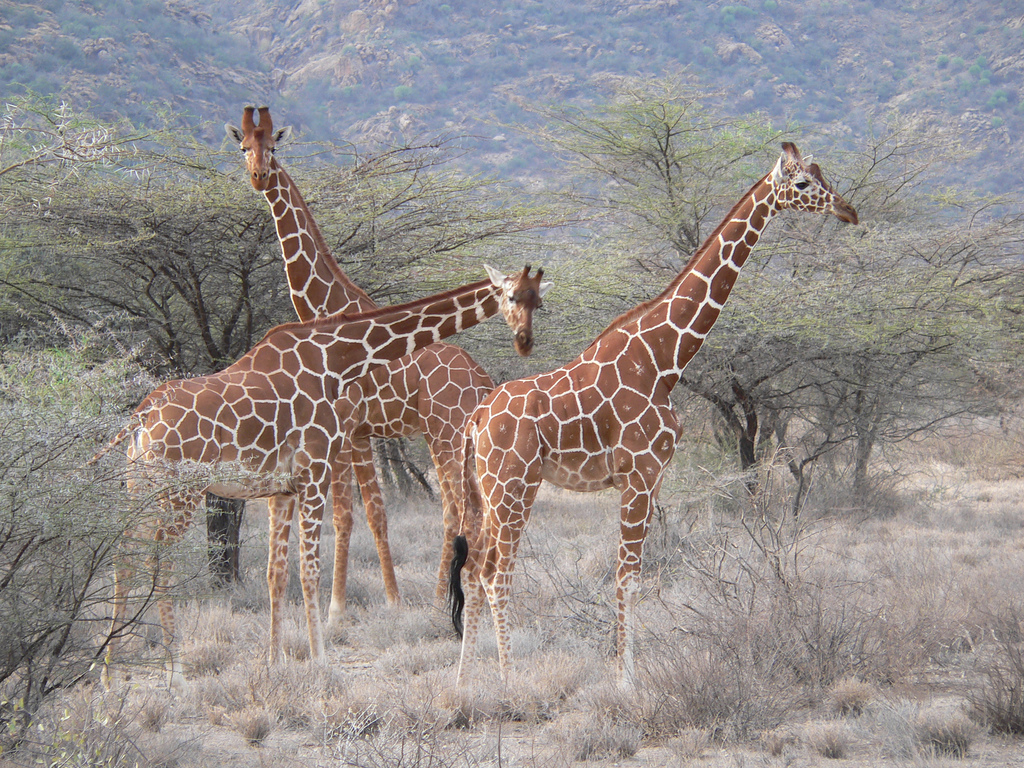
Recés zsiráfok a kenyai Samburu Nemzeti Parkban

A recés zsiráf egyaránt aktív lehet nappal és éjszaka. A melegebb éghajlat miatt a nap korai és késői szakaszában a legaktívabb. Az alvása általában rövid, és nem tart pár óránál tovább, valamint általában állva alszik. Területe nem kizárólagos, és általában átfedésben van más egyedekkel vagy csordákkal. Ezek a körzetek vegyesen tartalmaznak bikákat és teheneket, méretük az élelemforrásoktól, nemtől és a rendelkezésre álló víztől függően változik. Nincs bizonyíték a fajtársak közötti territoriális viselkedésre.
Növényevő, mely levelekkel, hajtásokkal és cserjékkel táplálkozik. Napja nagy részét táplálkozással tölti, nagyjából napi 13 órát. A recés zsiráf egyedüli vetélytársa táplálék terén az afrikai elefánt.
Jellemzően 3-9 fős csoportokban láthatóak, de előfordulnak magányos egyedek is. Egy csoportot általában a tehenek közötti rokonság tart össze. Amikor a fiatalokra ragadozók vadásznak, akkor a tehenek megosztják egymás között a védelmét.

## Szaporodása
A tehenek reproduktív fogékonyságot mutatnak azáltal, hogy szagot bocsátanak ki hüvelyükből és hátsó részükből. A zsiráftehén ivarzási ciklusa körülbelül 15 nap. A bika fokozhatja ezt az illatot az ajka meggörbítésével, amely elősegíti a szag átjutását az állat vomeronasalis szervébe. A domináns bikák megvédik az ivarzó nőstényeket a többi versengő hímtől. Amikor a bika készen áll a szaporodásra, értesíti a nőstényt úgy, hogy mellső lábával megütögeti a nőstény hátsó lábát, vagy fejét a partnere hátára támasztja. A szaporodás után nincs hosszú távú kötelék a hímek és a nőstények között. Vemhességi ideje átlagosan 445-457 nap, melynek végén egy borjat hoz világra. Két borjú születése ritka, de 
van rá precedens. A nőstény állva szül, az borjak pedig 5-20 perccel a születés után a patáikra állnak. A fiatal állat elválasztására 6-17 hónapos kora között kerül sor, az önállóság pedig 2 éves korában következik be.

## Természetvédelmi helyzete
A még élő mintegy 9000 recés zsiráf megmentésére több természetvédelmi szervezet alakult. Az egyik ilyen szervezet a San Diego Zoo Global "Twiga Walinzi" (jelentése: Zsiráfőrök) kezdeményezése. Munkájuk közé tartozik a helyi kenyaiak bérbeadása és betanítása, hogy 120 nyomkövető kamerát figyeljenek meg Észak-Kenyában (Loisaba Conservancy és Namunyak Wildlife Conservancy), amelyek vadon élő zsiráfokról és más kenyai vadállatokról készítenek felvételeket; fényképes azonosító az adatbázis fejlesztését szolgálja, hogy az egyes zsiráfok nyomon követhetők legyenek; az erdőőrök tájékoztatása az orvvadászatokról és a csapdák eltávolítása; elárvult borjak gondozása; és a helyi közösségek oktatása a zsiráf védelmének fontosságáról.
A Természetvédelmi Világszövetség a veszélyeztetett kategóriába sorolja.

## Fordítás
- Ez a szócikk részben vagy egészben  a   Reticulated giraffe című angol Wikipédia-szócikk fordításán alapul.  Az eredeti cikk szerkesztőit annak laptörténete sorolja fel. Ez a jelzés csupán a megfogalmazás eredetét és a szerzői jogokat jelzi, nem szolgál a cikkben szereplő információk forrásmegjelöléseként.